# 김경태 (연출가)
김경태(한국 한자: 金慶泰, 1935년 2월 3일 ~ 1995년 8월 20일)는 대한민국의 코미디 작가 겸 프로듀서이다. 

## 생애
1935년 서울 태생이다. 고려대학교 법학과를 졸업하고 대한민국 공군장교로 복무하였다. 최초 TBC에 입사했으나, 1969년 MBC 개국 때 지방 유랑극단 무대에 섰던 코미디언들을 모아서 '웃으면 복이와요'라는 새로운 프로그램을 만들었고, 이 프로그램을 통해 구봉서, 배삼룡, 이기동, 김희자, 송해, 박시명, 서영춘, 권귀옥 등 기라성 같은 코미디언들을 시청자들에게 소개시켰다. 이 '웃으면 복이와요'는 그해 8월 MBC TV 개국 첫주 일요일에 처음 전파를 탔다. 그 후 한국역사상 처음으로 씨추에이션 코메디 "부부만세"를 선보이기도 했다. 1973년, 김경태 PD는 다시 TBC로 되돌아갔고, 이 때 서영춘, 배일집, 배연정, 김희자 등이 김경태 PD를 따라 TBC로 적을 옮겼다. 이 때부터 그는 TBC에서 '좋았군 좋았어', '고전 유머극장' 등을 연출하였다. 1980년, 신군부에 의한 방송통폐합 와중에도 '토요일이다 전원출발'을 연출했는데, 이 때 이 프로그램을 통해 스타로 떠오른 이가 이주일이었다.
전두환 독재정권 당시 회의를 느낀 그는 1983년 미국으로 가족과 함께 이민하여 기독교방송을 운영하다가 미국 남가주에서 현지 교포방송을 통해 재미교포역사상 최초의 코미디 프로그램을 만들기도 하였다. 1990년 다시 한국으로 돌아온 그는 SBS에서 PD가 아닌 진행자로 《코미디 전망대》의 사회를 맡았다.
1993년 그는 간암으로 2년간 투병 후, 1995년 8월 20일 향년 60세로 세상을 떠났다. 그에게 방송공로상을 1995년 말 부인이자 코미디 작가 오신근 여사에게 증정하였으며 제 22회 한국방송대상 공로상 수상의  영예를 안았다.

## 신앙
독실한 기독교인이며 장로인 그는 당시 그가 3대째 출석했던 마포장로교회에서 전도사로 섬기던 하용조와 함께 연예인 전도에 힘썼고 구봉서, 곽규석 등을 전도했으며 연예인교회 창립을 돕기도 하였다.

## 저서
그의 저서는 "웃으며 살자구요"와 "당신도 남을 웃길 수 있다" 그리고 "안녕하세요? 맹두칠 차장님" 등이 있다.